# Église Saint-Martin de Corsavy
L'ancienne église Saint-Martin est une église romane en ruines située à Corsavy, dans le département français des Pyrénées-Orientales en région Occitanie.

## Historique
L'ancienne église Saint-Martin date du XIIe siècle.
Elle fait l'objet d'une inscription au titre des monuments historiques depuis le 26 octobre 1964.
Elle a fait l'objet d'une restauration dans les années 2000 pour reconstituer les pignons et la toiture de la nef, qui était à ciel ouvert à la charnière des XXe et XXIe siècles.

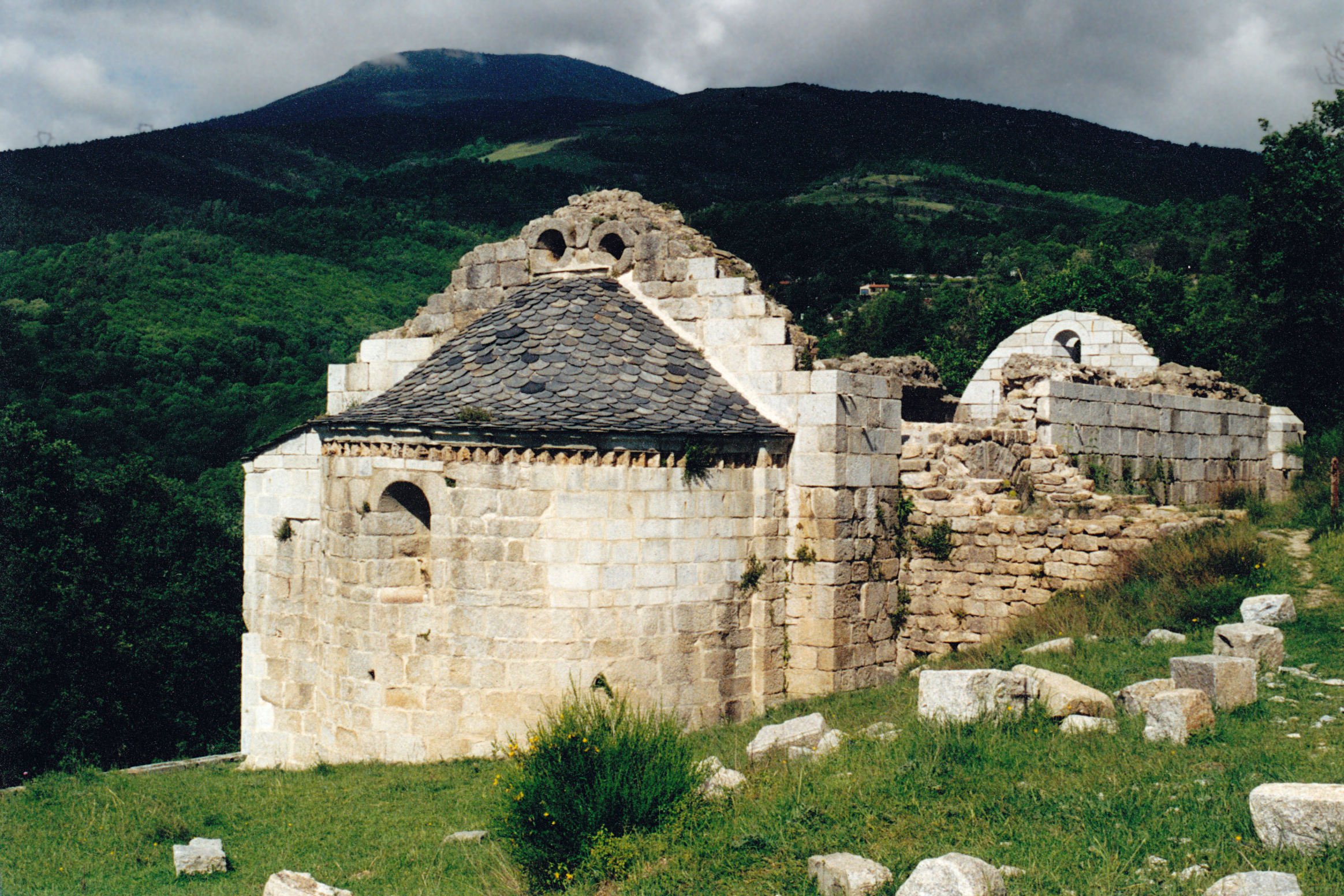
L'église en ruines en 2001.

## Architecture
L'église, couverte d'ardoises, se compose d'une nef unique et d'un chevet semi-circulaire.
Elle est édifiée en pierre de taille de belle facture assemblée en très grand appareil.
Le chevet est remarquable : percé d'une seule fenêtre à simple ébrasement, sans ornementation, il est surmonté d'une belle frise de dents d'engrenage qui rappelle celles des églises de Cerdagne (Hix, Estavar, Llo…) et du Conflent (Espira-de-Conflent).
Ce chevet prend appui sur un mur pignon percé de deux oculi.
Comme souvent dans les Pyrénées (Eus, Hix, Llo, Estavar, Angoustrine, Vià…), l'accès à l'église se fait par une porte percée dans la façade méridionale : cette porte est surmontée d'un tympan plat et d'une archivolte à triple voussure.
L'intérieur présente une nef aux parois rehaussées d'un cordon de pierre en saillie, qui communique avec l'abside par un superbe arc triomphal ogival à double voussure, surmonté des deux oculi déjà mentionnés.

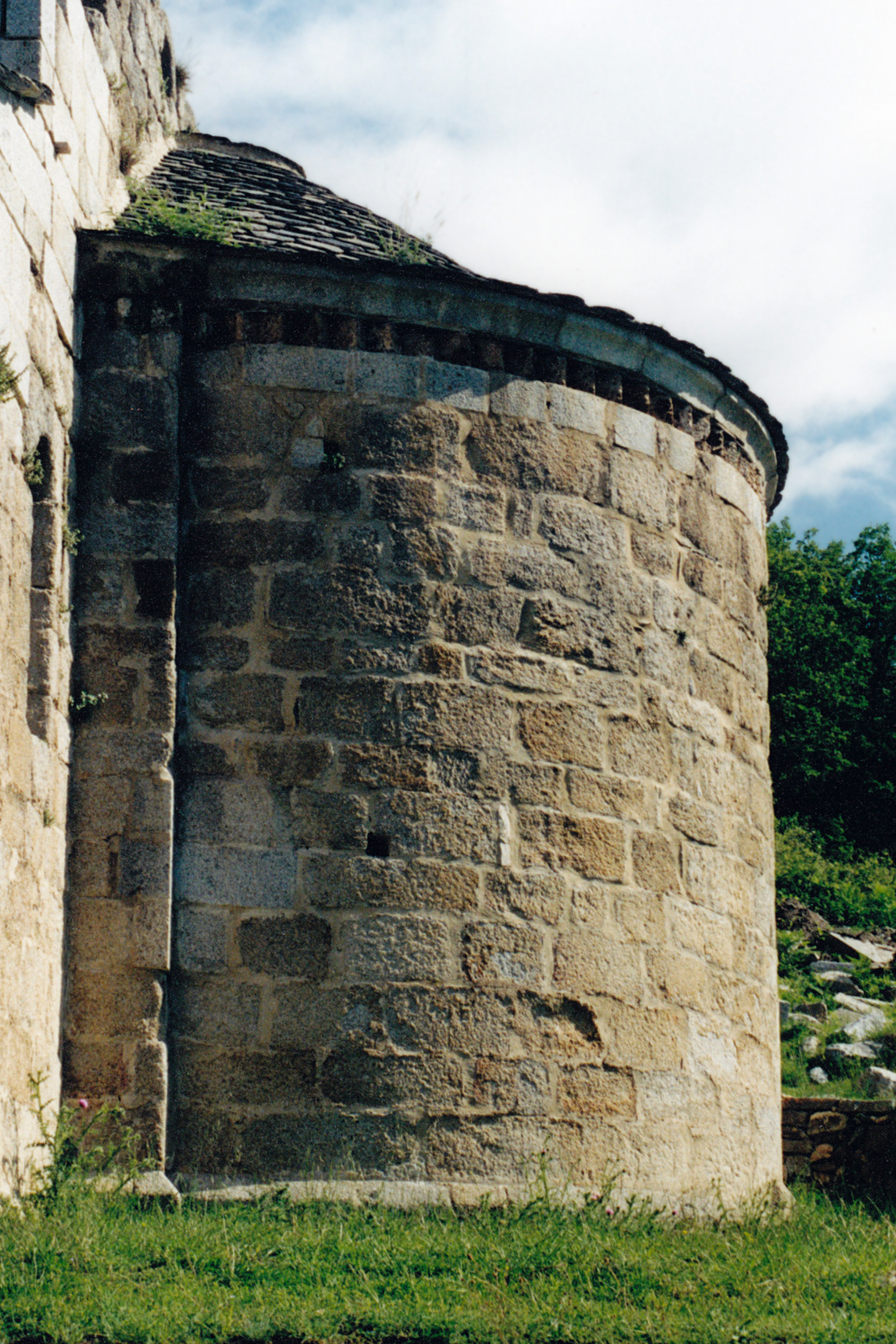
L'abside vue de côté.
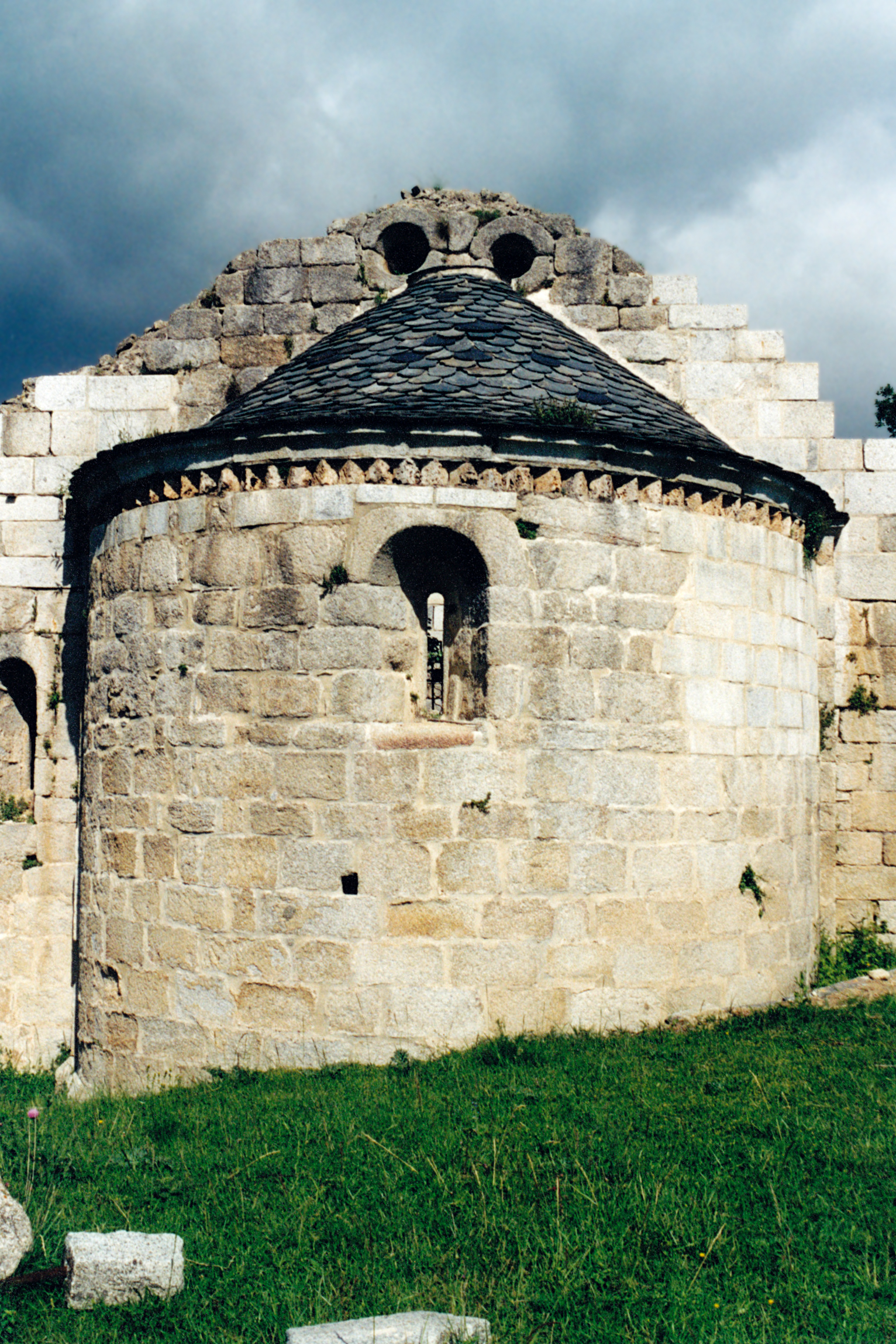
L'abside vue de face.
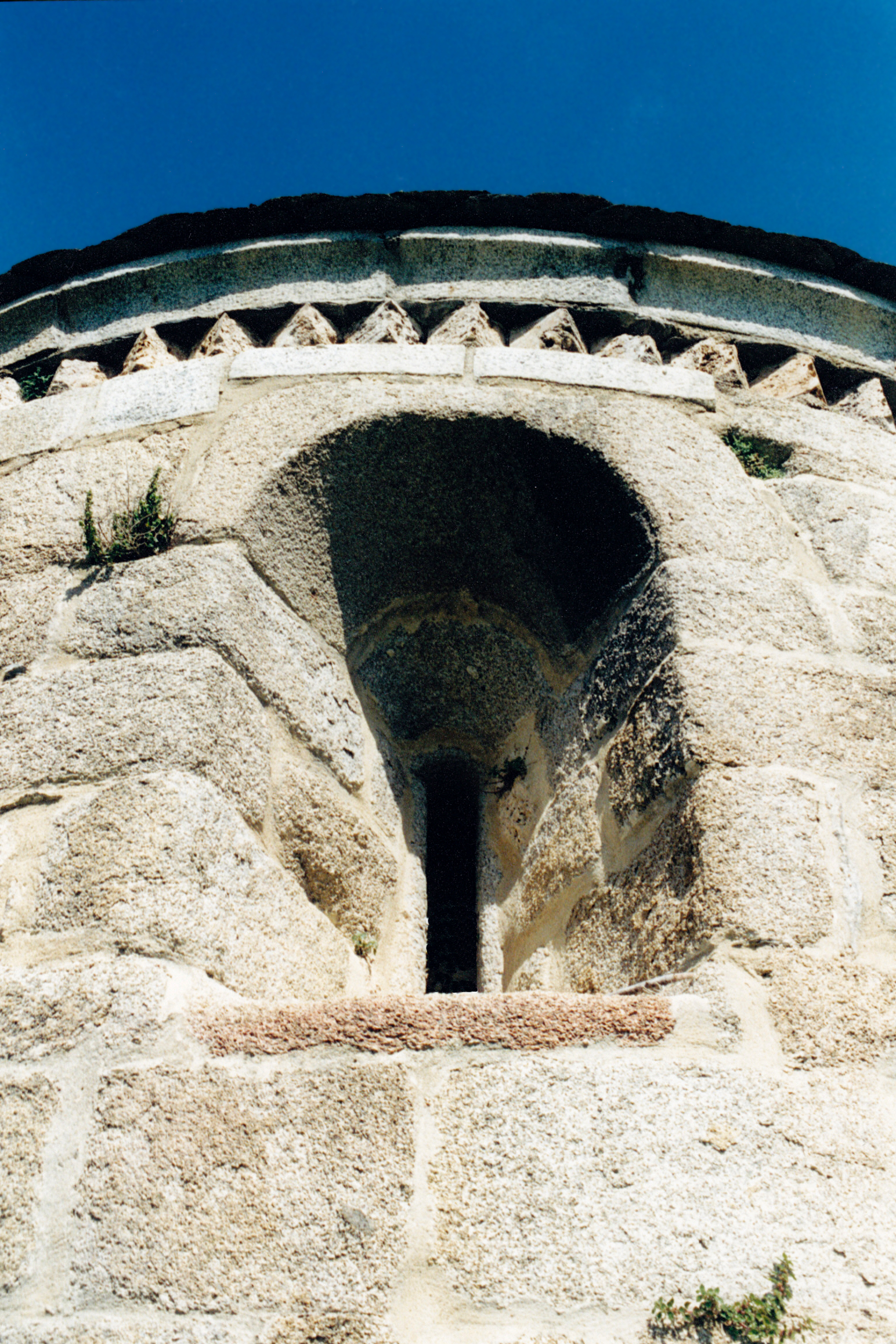
La fenêtre absidiale.
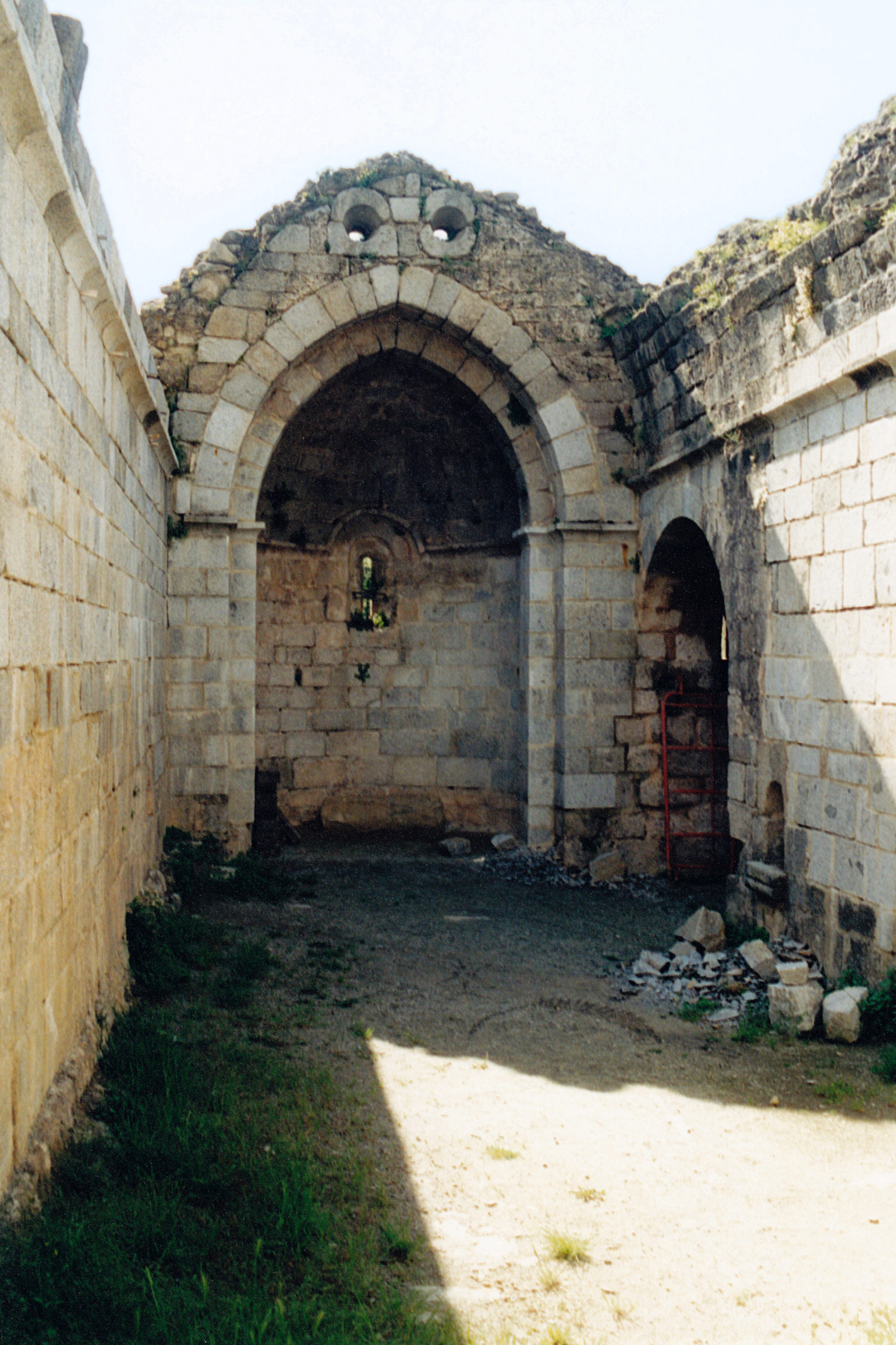
La nef en ruines en 2001.

## Photos de l'église après restauration
|  |  |  |  |